# The Fifth (Dizzee Rascal)
The Fifth è il quinto album discografico in studio del rapper britannico Dizzee Rascal, pubblicato nel 2013.

## Tracce
1. Superman – 4:31
2. I Don't Need a Reason – 3:17
3. We Don't Play Around (feat. Jessie J) – 3:08
4. Good (feat. Angel) – 4:01
5. Spend Some Money (feat. Tinie Tempah) – 3:33
6. Arse Like That (feat. Sean Kingston) – 3:54
7. Something Really Bad (feat. Will.i.am) – 3:40
8. Goin' Crazy (feat. Robbie Williams) – 3:24
9. Love This Town (feat. Teddy Sky) – 4:00
10. H-Town (feat. Bun B & Trae tha Truth) – 3:39
11. Heart of a Warrior (feat. Teddy Sky) – 3:14
12. Life Keeps Moving On (feat. Pop Wansel) – 3:53
13. Bassline Junkie (bonus track) – 3:24